# Franc Smolej (smučarski tekač)
Franc Smolej, slovenski smučarski tekač, * 15. oktober 1908, Jesenice, 23. oktober 1996.
Smolej je za Kraljevino Jugoslavijo nastopil na Zimskih olimpijskih igrah 1936 v Garmisch-Partenkirchnu, kjer je v teku na 50 kilometrov osvojil 10. mesto, v teku na 18 kilometrov 18., v štafeti 4 x 10 km pa je ekipa osvojila 10. mesto.
Po drugi svetovni vojni je za FLRJ nastopil na Zimskih olimpijskih igrah 1948 v Sankt Moritzu, kjer je nastopil v teku na 50 kilometrov in osvojil 15. mesto.